# ПФК ЦСКА (София) през сезон 1998/99
| Кръг               | Среща / Резултат (полувреме) /Дата                     | Стадион / Зрители       | Играчи (Смяна – Сменник) Треньор | Голмайстори от ЦСКА (Минута)                                                   |
| ------------------ | ------------------------------------------------------ | ----------------------- | --- | ------------------------------------------------------------------------------ |
| 1                  | Нефтохимик – ЦСКА 3 – 0 (2 – 0) 08. 08. 98 г.          | Лазур 23 000            | Ивайло Иванов, Кременлиев (80 – Р. Христов) Чомаков, Томаш, Лулчев, Ст. Петров, М. Петров, Иво Димов (46 – Вл. Андонов) В. Станчев, Б. Генчев (69 – Букарев) З. Радев—Д. Пенев                           |                                                                                |
| 2                  | Левски – ЦСКА 2 – 0 (1 – 0) 16. 08. 98 г.              | В. Левски 28 000        | Ив. Иванов, Кременлиев (75 – И. Славчев) З. Радев, В. Найденов, Лулчев, Ст. Петров, Г. Йорданов, М. Петков (46 – Чомаков) В. Станчев, Б. Генчев (59 – Вл. Андонов) М. Петров. —Д. Пенев.                 |                                                                                |
| 3                  | ЦСКА – Ботев Пд. 5 – 0 (1 – 0) 21. 08. 98 г.           | Б. Армия 2000           | Ив. Иванов, Гал. Иванов, Чомаков (76 – И. Славчев) Лулчев, В. Найденов, Ст. Петров, М. Петков (46 – Г. Йорданов) Б. Генчев, В. Станчев, З. Радев, М. Петров (60 – Р. Христов) —Д. Пенев.                 | В. Станчев (17, 60) Б. Генчев (47, 76) Р. Христов (87)                         |
| 4                  | Локо Сф. – ЦСКА 0 – 2 (0 – 0) 29. 08. 98 г.            | В. Левски 1000          | Ив. Иванов, Гал. Иванов, З. Радев, В. Найденов, Лулчев, Чомаков, М. Петков (67 – Г. Йорданов) Вл. Андонов (65 – Р. Христов) Ст. Петров (85 – И. Димов) Б. Генчев, М. Петров. —Д. Пенев.                  | Б. Генчев (62) Ст. Петров (76)                                                 |
| 5                  | ЦСКА – Шумен 3 – 2 (2 – 1) 11. 09. 98 г.               | Б. Армия 4000           | Ив. Иванов, Гал. Иванов, З. Радев, В. Найденов, Чомаков, Г. Йорданов, М. Петков, Ст. Петров (90 – И. Славчев) Р. Христов (61 – Вл. Андонов) Б. Генчев, М. Петров (61 – В. Станчев) —Д. Пенев.            | М. Петров (9) Г. Йорданов (33) Вл. Андонов (69)                                |
| 6                  | Пирин Бл. – ЦСКА 0 – 0 19. 09. 98 г.                   | Хр. Ботев 10 000        | Ив. Иванов, Кременлиев (57 – Гал. Иванов) З. Радев, В. Найденов, Лулчев, Г. Йорданов, Ст. Петров, М. Петков (63 – Чомаков) В. Станчев, М. Петров, Вл. Андонов (78 – Р. Христов) —Д. Пенев.               |                                                                                |
| 7                  | ЦСКА – Велбъжд 3 – 2 (2 – 2) 25. 09. 98 г.             | Б. Армия 12 000         | Ив. Иванов, Томаш, З. Радев, Чомаков, В. Найденов, Г. Йорданов (46 – Р. Христов) Ст. Петров, В. Станчев, М. Петков, М. Петров (90 – Букарев) Б. Генчев—Д. Пенев.                                         | В. Станчев (6) Г. Йорданов (15) Р. Христов (72)                                |
| 8                  | Металург Пк. – ЦСКА 1 – 0 (1 – 0) 03. 10. 98 г.        | Металург 1500           | Ив. Иванов, Кременлиев, З. Радев, Томаш, Лулчев, Чомаков (59 – М. Петров) И. Славчев, Р. Христов (46 – Вл. Андонов) Букарев, Ст. Петров (71 – Г. Йорданов) М. Петков. —Д. Пенев.                         |                                                                                |
| 9                  | ЦСКА – Септември Сф. 3 – 1 (2 – 1) 16. 10. 98 г.       | Б. Армия 6000           | Ив. Иванов, Кременлиев (64 – Гал. Иванов) З. Радев (46 – Чомаков) Томаш, Лулчев, Ст. Петров, Г. Йорданов, И. Димов (53 – Вл. Андонов) Р. Христов, Букарев, М. Петров. —Д. Пенев.                         | М. Петров (4) Г. Йорданов (23) Р. Христов (83)                                 |
| 10                 | Локо Пд. – ЦСКА 0 – 0 24. 10. 98 г.                    | Локомотив 9000          | Т. Кючуков, Кременлиев, Чомаков (79 – Гал. Иванов) З. Радев, Лулчев, В. Найденов, Ст. Петров, Р. Христов (79 – Букарев) И. Димов (57 – Г. Йорданов) Б. Генчев, М. Петков. —Д. Пенев                      |                                                                                |
| 11                 | ЦСКА – Славия 1 – 1 (1 – 1) 07. 11. 98 г.              | В. Левски 3000          | Ив. Иванов, Кременлиев, Чомаков, В. Найденов, З. Радев, Р. Христов, Ст. Петров, Г. Йорданов, В. Станчев, Б. Генчев, М. Петков. —Д. Пенев.                                                                | М. Петков (39)                                                                 |
| 12                 | Добруджа – ЦСКА 1 – 1 (1 – 0) 14. 11. 98 г.            | Добруджа 10 000         | Ив. Иванов, Кременлиев, З. Радев, В. Найденов, Чомаков, Ст. Петров, М. Петков, Г. Йорданов, Р. Христов (84 – Ал. Александров – Вош) В. Станчев (76 – Букарев) Гал. Иванов (46 – И. Димов) —Д. Пенев      | Ст. Петров (54)                                                                |
| 13                 | ЦСКА – Спартак Вн. 2 – 1 (1 – 0) 21. 11. 98 г.         | Б. Армия 1500           | Ив. Иванов, Кременлиев, З. Радев, В. Найденов, Чомаков, Р. Христов, Ст. Петров, В. Станчев, Г. Йорданов (67 – Ал. Александров – Вош) М. Петров (63 – Букарев) М. Петков. —Д. Пенев.                      | В. Станчев (21) М. Петков (78 – д.)                                            |
| 14                 | Литекс – ЦСКА 8 – 0 (5 – 0) 29. 11. 98 г.              | Ловеч 8000              | Ив. Иванов, Кременлиев (46 – Гал. Иванов) Чомаков (46 – Томаш) В. Найденов, З. Радев, Ст. Петров, М. Петров, Г. Йорданов (60 – И. Димов) М. Петков, В. Станчев, Р. Христов. —Д. Пенев                    |                                                                                |
| 15                 | ЦСКА – Миньор 2 – 0 (1 – 0) 05. 12. 98 г.              | Б. Армия 2000           | Ив. Иванов, Кременлиев, Лулчев, Гал. Иванов, Томаш, Ст. Петров (71 – Букарев) И. Димов (65 – И. Славчев) М. Петков, М. Петров, В. Станчев, Р. Христов. (64 – Вл. Андонов) —Д. Пенев.                     | Р. Христов (31) И. Славчев (67)                                                |
| 16                 | ЦСКА – Нефтохимик 1 – 1 (1 – 0) 27. 02. 99 г.          | Б. Армия 17 000         | Ив. Иванов, В. Великов, И. Харковченко, Стан. Господинов, Ад. Зафиров, Ст. Петров (73 – Деянов) Вл. Манчев, М. Трендафилов (63 – Букарев) В. Станчев, И. Димов (46 – И. Славчев) М. Петков. —Д. Пенев.   | М. Петков (49 – д.)                                                            |
| 17                 | ЦСКА – Левски 2 – 3 (1 – 1) 06. 03. 99 г.              | Славия 23 000           | Ив. Иванов, Ад. Зафиров, И. Харковченко (36 – Чомаков) Стан. Господинов, Великов, И. Славчев, Р. Христов, М. Трендафилов, Букарев, Ст. Петров (72 – Д. Бербатов) М. Петков (20 – Ст. Ангелов) —Д. Пенев. | М. Петков (8 – д.) Букарев (85)                                                |
| 18                 | Ботев Пд. – ЦСКА 2 – 0 (1 – 0) 13. 03. 99 г.           | Хр. Ботев 23 000        | Т. Кючуков, Кременлиев (63 – Бербатов) Стан. Господинов, Вл. Стойков, Гал. Иванов, Ад. Зафиров, Р. Христов (63 – Манчев) Ст. Петров (68 – Деянов) Букарев, М. Трендафилов, М. Петков. —Д. Пенев.         |                                                                                |
| 19                 | ЦСКА – Локо Сф. 2 – 0 (2 – 0) 20. 03. 99 г.            | В. Левски 3000          | Ив. Иванов, Кременлиев, Гал. Иванов, Чомаков, Великов, Ст. Петров, Р. Христов, Ст. Ангелов (86 – Деянов) В. Станчев (82 – Бербатов) Манчев (64 – Букарев) М. Петков. —Д. Пенев.                          | Чомаков (30, 35)                                                               |
| 20                 | Шумен – ЦСКА 2 – 5 (1 – 2) 03. 04. 99 г.               | П. Волов 11 000         | Ив. Иванов, Кременлиев, Гал. Иванов, Чомаков, Ад. Зафиров, Великов, Р. Христов (68 – Бербатов) Ст. Петров (77 – Ст. Ангелов) Букарев, М. Трендафилов, И. Димов (63 – И. Славчев) —Д. Пенев.              | Р. Христов (10) М. Трендафилов (38) И. Димов (49) Чомаков (81) И. Славчев (86) |
| 21                 | ЦСКА – Пирин Бл. 3 – 0 (1 – 0) 07. 04. 99 г.           | Б. Армия 3500           | Т. Кючуков, Кременлиев, Гал. Иванов (27 – Великов) Чомаков (60 – И – Славчев) Ад. Зафиров, Ст. Петров, Р. Христов, Букарев, В. Станчев, М. Трендафилов (65 – Бербатов) М. Петков. —Д. Пенев.             | М. Петков (20, 74 – д.) В. Станчев (87)                                        |
| 22                 | Велбъжд – ЦСКА Прекратен при 0 – 1                     |                         | |                                                                                |
| 23                 | ЦСКА – Металург Пк. 0 – 2 (0 – 0) 17. 04. 99 г.        | Б. Армия 3000           | Т. Кючуков, Кременлиев, Великов, Чомаков, Ад. Зафиров (61 – М. Трендафилов) Ст. Петров, Букарев (57 – Бербатов) И. Славчев (46 – Деянов) В. Станчев, Ст. Ангелов, М. Петков. —Д. Пенев.                  |                                                                                |
| 24                 | Септември Сф. – ЦСКА 2 – 5 (0 – 5) 24. 04. 99 г.       | В. Левски 4000          | Т. Кючуков, Кременлиев, Лулчев, Чомаков, Ад. Зафиров, Ст. Петров (30 – Деянов) Манчев (78 – Ст. Ангелов) М. Петков, В. Станчев, М. Трендафилов, И. Димов (68 – Бербатов) —Д. Пенев.                      | И. Димов (5 – д, 15, 36) М. Петков (13 – д) Манчев (43)                        |
| 25                 | ЦСКА – Локо Пд. 6 – 0 (4 – 0) 01. 05. 99 г.            | Б. Армия 3000           | Ив. Иванов, Кременлиев, Гал. Иванов, Чомаков (73 – Лулчев) Великов, И. Славчев, Р. Христов, И. Димов (46 – Манчев) Бербатов, Деянов (55 – Мир. Николов) М. Петков. —Д. Пенев.                            | М. Петков (8) Р. Христов (25, 32) И. Димов (43) Бербатов (70, 81)              |
| 26                 | Славия – ЦСКА 0 – 1 (0 – 1) 04. 05. 99 г.              | В. Левски 5000          | Ив. Иванов (52 – Т. Кючуков) Кременлиев, Великов, Чомаков, Ад. Зафиров, Ст. Петров, Р. Христов, М. Трендафилов (66 – Бербатов) В. Станчев, М. Петков, И. Димов (72 – И. Славчев) —Д. Пенев.              | В. Станчев (2)                                                                 |
| 27                 | ЦСКА – Добруджа 3 – 0 (0 – 0) 08. 05. 99 г.            | Б. Армия 4000           | Ив. Иванов, Гал. Иванов, Великов, Чомаков, Ад. Зафиров, Ст. Петров, Р. Христов, Манчев (46 – Бербатов) В. Станчев (68 – Букарев) М. Трендафилов, М. Петков (66 – И. Славчев) —Д. Пенев.                  | Ст. Петров (57) Бербатов (58) Р. Христов (71)                                  |
| 28                 | Спартак Вн. – ЦСКА 0 – 2 (0 – 1) 15. 05. 99 г.         | Спартак 9000            | Ив. Иванов (24 – Т. Кючуков) Кременлиев, Гал. Иванов, Чомаков, Великов (67 – Лулчев) Ст. Петров, Р. Христов (61 – Букарев) М. Трендафилов, В. Станчев, И. Димов, М. Петков. —Д. Пенев.                   | Р. Христов (42) Букарев (90)                                                   |
| 29                 | ЦСКА – Литекс 2 – 3 (2 – 1) 22. 05. 99 г.              | Б. Армия 5000           | Ив. Иванов, Кременлиев, Стан. Господинов, Чомаков, Лулчев, Ст. Петров (80 – Томаш) Манчев (45 – Ст. Ангелов) И. Славчев, Бербатов, Деянов (58 – Мир. Николов) Букарев. —Д. Пенев.                        | Манчев (16) Деянов (39)                                                        |
| 30                 | Миньор Пк. – ЦСКА 2 – 0 (0 – 0) 29. 05. 99 г.          | Миньор 5000             | Т. Кючуков, Кременлиев, Гал. Иванов, Чомаков (62 – Томаш) Лулчев, Ст. Петров, Манчев (46 – Букарев) Ст. Ангелов, М. Трендафилов, В. Станчев, И. Димов (46 – Деянов) —Д. Пенев                            |                                                                                |
| Р. Б 1/16 Финал    | Етър – ЦСКА 0 – 2 (0 – 0) 31. 10. 98 г.                | Ивайло 2500             | Ив. Иванов, Ил. Памуков, Чомаков, В. Найденов (73 – Томаш) Лулчев, Ст. Ангелов, Р. Христов, Вл. Андонов (46 – Ал. Александров – Вош) Букарев, Б. Генчев (46 – Ст. Петров) М. Петков. —Д. Пенев.          | М. Петков (60) Букарев (62)                                                    |
| Р. Б 1/8 Финал     | ЦСКА – Септември Сф. 2 – 0 (1 – 0) 28. 11. 98 г.       | Б. Армия 1000           | Ив. Иванов, Кременлиев, Чомаков (74 – Гал. Иванов) В. Найденов, З. Радев, Ст. Петров, И. Димов, Ал. Александров – Вош (51 – Букарев) В. Станчев, М. Петров, М. Петков (65 – Вл. Андонов) —Д. Пенев.      | В. Станчев (10, 62)                                                            |
| Р. Б 1/8 Финал     | Септември Сф. – ЦСКА 2 – 1 (1 – 0) Прод. 09. 12. 98 г. | Септември 1000          | Ив. Иванов, Ил. Памуков (60 – Томаш) Лулчев, В. Найденов, Гал. Иванов, Ст. Петров, М. Петров (56 – И. Славчев) Вл. Андонов, В. Станчев, И. Димов (72 – Букарев) М. Петков. —Д. Пенев.                    | Вл. Андонов (104)                                                              |
| Р. Б 1/4 Финал     | ЦСКА – Миньор Пк. 2 – 1 (1 – 1) 10. 03. 99 г.          | Б. Армия 5000           | Т. Кючуков, Ад. Зафиров, Чомаков, Вл. Стойков, Гал. Иванов (46 – Деянов) И. Славчев, Р. Христов, М. Трендафилов (62 – Бербатов) Букарев, Ст. Петров, Манчев (85 – Ст. Ангелов) —Д. Пенев.                | Ад. Зафиров (5 – д.) Бербатов (74)                                             |
| Р. Б 1/4 Финал     | Миньор Пк. – ЦСКА 1 – 4 (0 – 0) 21. 04. 99 г.          | Миньор 8000             | Т. Кючуков, Кременлиев, Великов, Чомаков, Ад. Зафиров, Ст. Петров, Р. Христов (90 – Манчев) Букарев (61 – Бербатов) В. Станчев, М. Трендафилов, М. Петков. —Д. Пенев.                                    | В. Станчев (73, 81) Бербатов (75) Р. Христов (90)                              |
| Р. Б 1/2 Финал     | ЦСКА – Велбъжд 1 – 0 (1 – 0) 28. 04. 99 г.             | Б. Армия 20 000         | Ив. Иванов, Кременлиев, Великов, Чомаков, Ад. Зафиров, Ст. Петров, Р. Христов, М. Трендафилов, В. Станчев (79 – Бербатов) И. Димов (60 – Манчев) М. Петков. —Д. Пенев.                                   | Р. Христов (45)                                                                |
| Р. Б 1/2 Финал     | Велбъжд – ЦСКА 2 – 2 (1 – 0) 12. 05. 99 г.             | Осогово 15 000          | Ив. Иванов, Гал. Иванов, Великов, Чомаков, Ад. Зафиров (66 – И. Славчев) Ст. Петров, Р. Христов, М. Трендафилов, В. Станчев, И. Димов (46 – Бербатов) М. Петков (66 – Букарев) —Д. Пенев.                | Бербатов (85) Ст. Петров (90)                                                  |
| Р. Б Финал         | ЦСКА – Литекс 1 – 0 (0 – 0) 26. 05. 99 г.              | Б. Армия 10 000         | Ив. Иванов, Кременлиев, Лулчев, Чомаков, Ад. Зафиров, Ст. Петров, Букарев (68 – Ст. Ангелов) Бербатов (35 – Мир. Николов) В. Станчев, Деянов, М. Петков (58 – И. Славчев) —Д. Пенев.                     | В. Станчев (81)                                                                |
| Уефа 1 Предв. Кръг | Белшина – ЦСКА 0 – 0 22. 07. 98 г.                     | Динамо – Минск 3000     | Ив. Иванов, Кременлиев, Чомаков, В. Найденов, Г. Йорданов, З. Радев, Б. Генчев, М. Петков (60 – Ст. Петров) Р. Христов (57 – Вл. Андонов) В. Станчев, М. Петров (83 – Букарев) —Д. Пенев.                |                                                                                |
| Уефа 1 Предв. Кръг | ЦСКА – Белшина 3 – 1 (2 – 0) 29. 07. 98 г.             | Б. Армия 10 000         | Ив. Иванов, Кременлиев, Чомаков, В. Найденов, Г. Йорданов (61 – Ст. Петров) З. Радев, Б. Генчев, М. Петков, Р. Христов (65 – Букарев) В. Станчев, М. Петров. —Д. Пенев.                                  | М. Петров (6) В. Найденов (17) В. Станчев (90)                                 |
| Уефа 2 Предв. Кръг | Молде – ЦСКА 0 – 0 11. 08. 98 г.                       | Мьолде 3000             | Ив. Иванов, Гал. Иванов, З. Радев, Чомаков, В. Найденов, Г. Йорданов (78 – Вл. Андонов) Лулчев, Ст. Петров, Б. Генчев, В. Станчев, М. Петров (90 – Букарев) —Д. Пенев.                                   |                                                                                |
| Уефа 2 Предв. Кръг | ЦСКА – Молде 2 – 0 (1 – 0) 25. 08. 98 г.               | Б. Армия 16 000         | Ив. Иванов, Гал. Иванов, З. Радев, В. Найденов, Г. Йорданов, Лулчев, Б. Генчев, Р. Христов (63 – Вл. Андонов) В. Станчев (71 – Букарев) М. Петров (66 – Ст. Петров) М. Петков. —Д. Пенев.                | М. Петков (39) В. Станчев (60)                                                 |
| Уефа 1/32 Финал    | Сервет – ЦСКА 2 – 1 (0 – 1) 15. 09. 98 г.              | Шармий 5208             | Ив. Иванов, Гал. Иванов (84 – Кременлиев) З. Радев, Чомаков (90 – И. Славчев) В. Найденов, Г. Йорданов, Лулчев, Ст. Петров, Б. Генчев (30 – Вл. Андонов) В. Станчев, М. Петков. —Д. Пенев.               | В. Станчев (45)                                                                |
| Уефа 1/32 Финал    | ЦСКА – Сервет 1 – 0 (1 – 0) 29. 09. 98 г.              | Б. Армия 20 000         | Ив. Иванов, Кременлиев, З. Радев, Чомаков, Р. Христов (79 – Букарев) Г. Йорданов (65 – Томаш) Ст. Петров, Б. Генчев, М. Петров (84 – И. Славчев) В. Станчев, М. Петков. —Д. Пенев.                       | В. Станчев (10)                                                                |
| Уефа 1/16 Финал    | ЦСКА – Атлетико М. 2 – 4 (0 – 2) 20. 10. 98 г.         | Б. Армия 25 000         | Ив. Иванов, Кременлиев, З. Радев, В. Найденов, Лулчев, Г. Йорданов, Ст. Петров (74 – И. Димов) Б. Генчев, М. Петров (33 – Р. Христов) В. Станчев, М. Петков. —Д. Пенев.                                  | Б. Генчев (53) В. Найденов (84)                                                |
| Уефа 1/16 Финал    | Атлетико М. – ЦСКА 1 – 0 (1 – 0) 03. 11. 98 г.         | Висенте Калдерон 20 000 | Ив. Иванов, Кременлиев, З. Радев, В. Найденов, Лулчев, Г. Йорданов, Ст. Петров, Р. Христов (70 – Букарев) В. Станчев, М. Петков, Чомаков. —Д. Пенев.                                                     |                                                                                |